# Engystomops puyango
Engystomops puyango é uma espécie de anfíbio anuro da família Leptodactylidae. Está presente no Equador. A UICN classificou-a como pouco preocupante.